# Cavriana
Cavriana (Cavriàna in dialetto alto mantovano) è un comune italiano di 3 689 abitanti della provincia di Mantova in Lombardia, facente parte dei comuni dell'Alto Mantovano.

## Geografia fisica

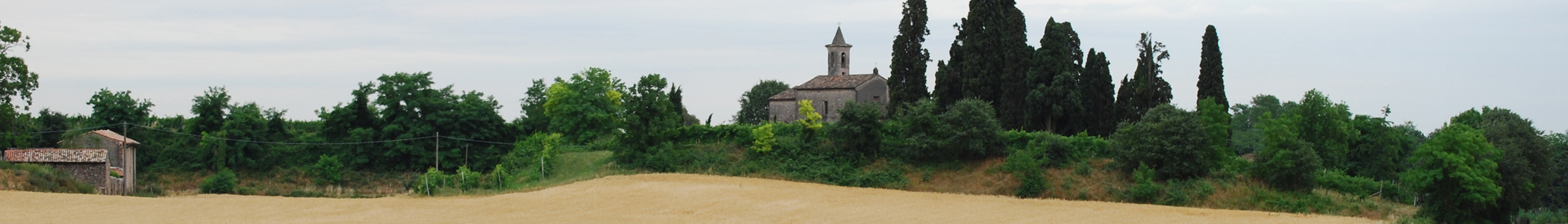
L'Oratorio di S. Anna attorno a Cavriana

Cavriana è un comune che occupa la parte settentrionale della provincia di Mantova, l'Alto Mantovano, e si trova a circa 30 chilometri dal capoluogo provinciale. Il territorio è collinare (con un'altezza minima di 43 m s.l.m. e una massima di 202 m s.l.m.) e la casa comunale è situata a un'altezza di 170 m s.l.m. Il territorio comunale confina con la provincia di Brescia nei comuni di Pozzolengo e Lonato del Garda e si trova inoltre a pochi chilometri dalla provincia di Verona (comune di Valeggio sul Mincio) e dal lago di Garda.
Il territorio comunale è percorso dal canale Arnò.

## Origini del nome
Deriva forse dal nome latino di persona Caprius o Caprilius con l'aggiunta del suffisso -ana. Secondo altri il nome deriverebbe da Caput Variana dove caput (paretimologicamente) sta per capo. Un'ulteriore ipotesi ritiene il nome derivato da capra, in riferimento anche allo stemma del paese che mostra una capra rampante.
Ciò che è certo è che in passato il borgo si chiamava Capriana: viene infatti citato nel poemetto in lingua latina Anticerberus di Bongiovanni da Cavriana suddiviso in quattro libri composto nella seconda metà del XIII secolo. Nelle aggiunte al quarto libro scrive infatti: "Me Capriana tulit, dicor Bonus atque Iohannes" [Sono nato a Cavriana e mi chiamo Bongiovanni].

## Storia
Nell'Antica Età del Bronzo nel bacino Gardesano sorsero diversi nuovi insediamenti vicino ai numerosi piccoli laghi morenici; tra questi, nel 2040 a.C. sorse un abitato palafitticolo nella frazione di Bande di Cavriana. Il villaggio fu frequentato fino alla Media Età del Bronzo e si caratterizza per la presenza sia di palafitte sia di bonifica. La vita del villaggio è documentata da diversi reperti (vasellame e utensili) e in particolare alcune tavolette enigmatiche custodite nel Museo Archeologico dell'Alto Mantovano. La zona di Cavriana fu frequentata anche nell'Età del Ferro, ma non esistono documenti certi.
Dopo le invasioni galliche, la romanizzazione del territorio si data al 225 a.C. La fase di romanizzazione venne aiutata anche dall'apertura della Via Postumia, che passava vicino all'Alto Mantovano, e aiutò notevolmente il commercio nell'area. Questo, insieme ai diversi progetti di bonifica, diede spazio a diversi edifici, fornaci, necropoli e altre strutture, tra cui la strada Cavallara che attraversava l'area collinare per collegarsi alla Via Postumia. Questa strada è stata oggetto di diversi studi, poiché sono state rinvenute due necropoli, un luogo di culto e parti di acquedotto. Altri edifici residenziali di epoca romana sono stati ritrovati sul territorio cavrianese: in località Maggio - sono stati rinvenuti dei mosaici -, nella frazione di San Cassiano - è stata ritrovata una villa rustica-, in località Batuda una terza villa romana il cui mosaico è oggi al Museo archeologico dell'Alto Mantovano e la villa in località Mansarine, anch'essa appartenente a persone di alto rango. Queste ville erano centri di produzione agricola, ma anche residenze temporanee per i proprietari.
La storia altomedievale, a differenza di quella preistorica, non è molto nota e l'Italia settentrionale è stata invasa da diversi popoli. Probabilmente la prima costruzione difensiva risale al 1045, quando Enrico III riconosceva la Corte de Cavriana come proprietà del vescovo di Mantova. Nel 1367 Cavriana entrò a far parte dei territori della famiglia Gonzaga, che aveva conquistato Mantova nel 1328. Il castello venne ampliato in questi anni perché Cavriana era zona di confine tra i Visconti e la Repubblica di Venezia. Con Ludovico II, nel XV secolo, il castello di Cavriana divenne una residenza raffinata e ospitò architetti quali Giovanni da Padova e Luca Fancelli, nonché la figura di Isabella d'Este. Il declino cominciò nel 1630 e dopo la cacciata dei Gonzaga nel 1707 Cavriana cadde sotto dominazione austriaca. La marginalità della zona si rivelò anche con la demolizione della rocca nel 1771.
Il 24 giugno 1859 Cavriana fu teatro della battaglia di Solferino e San Martino e Villa Mirra fu il quartier generale prima degli Austriaci e poi dei Francesi. Proprio da Cavriana Napoleone III inviò il dispaccio alla moglie dicendo di aver vinto la battaglia. Nel 1861 Cavriana entrò a far parte del Regno d'Italia.

Nel libro Cavriana nelle memorie di un medico di Loris Freddi, vengono descritti i diversi avvenimenti nel territorio cavrianese, a partire dal periodo del Fascismo, passando per la Seconda guerra mondiale e la Liberazione in poi, dal punto di vista dell'autore. Qui viene descritto anche il 10 marzo 1945, giorno in cui Mussolini visitò Cavriana.

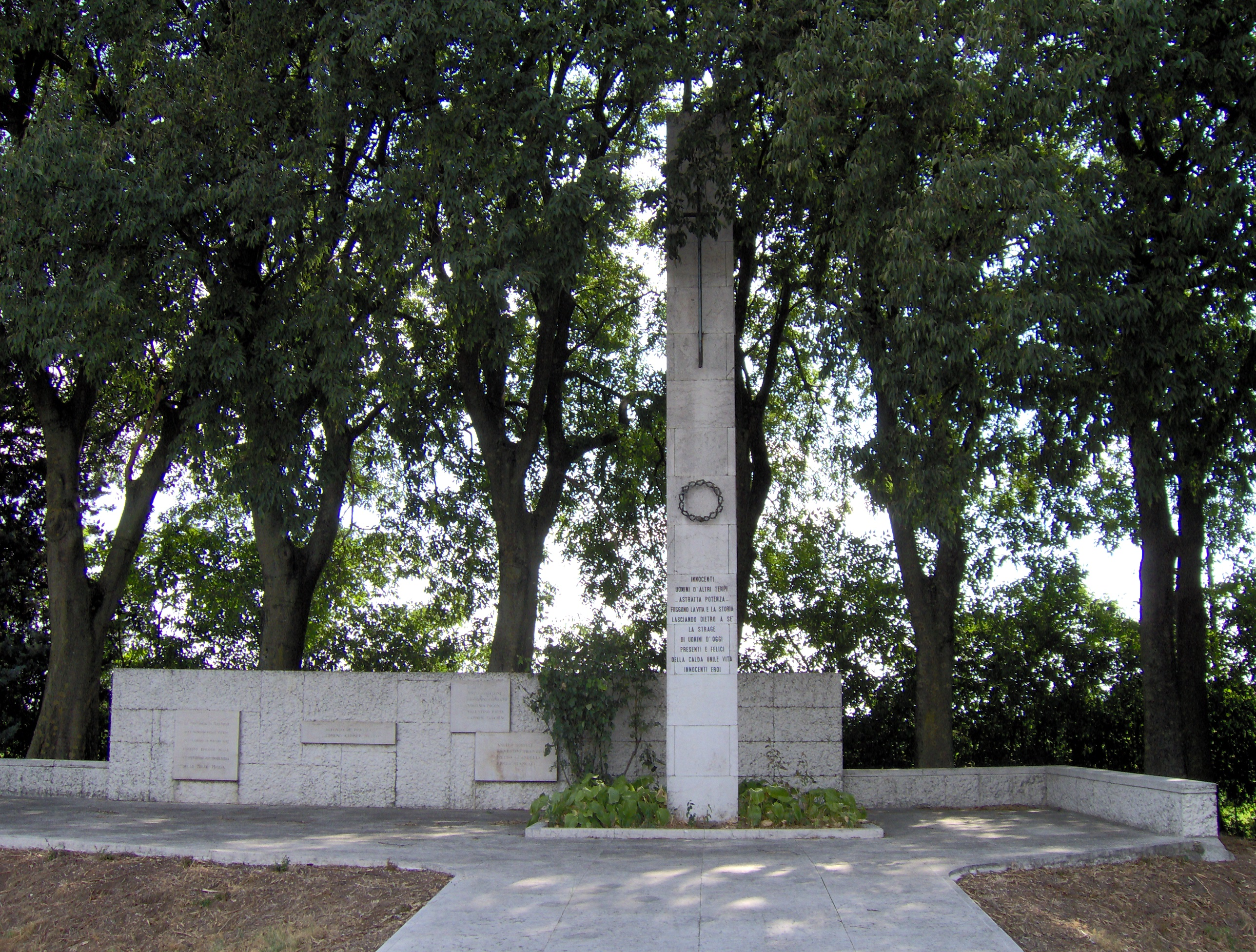
Monumento ai Caduti delle Mille Miglia - SS 236 Goitese, Cavriana (MN), Italia

Il 12 maggio 1957 alle ore 16:04 sulla strada statale 236 Goitese nel tratto tra Cerlongo e Guidizzolo (in località Corte Colomba, posta sul territorio di Cavriana), durante la Mille Miglia il pilota spagnolo Alfonso de Portago uscì di strada con la sua Ferrari lanciata a una velocità superiore ai 250 km/h rimanendo ucciso insieme al suo navigatore Edmund Gurner Nelson e a 10 persone (tra le quali 6 bambini) che assistevano al passaggio della celebre competizione automobilistica. Questo incidente, causato dalla foratura di uno pneumatico, segnò la fine della Mille Miglia ed è passato alla storia come tragedia di Guidizzolo, anche se in realtà avvenuto nel territorio di Cavriana. Sul luogo dell'incidente è stato posto un cippo commemorativo.

## Monumenti e luoghi d'interesse

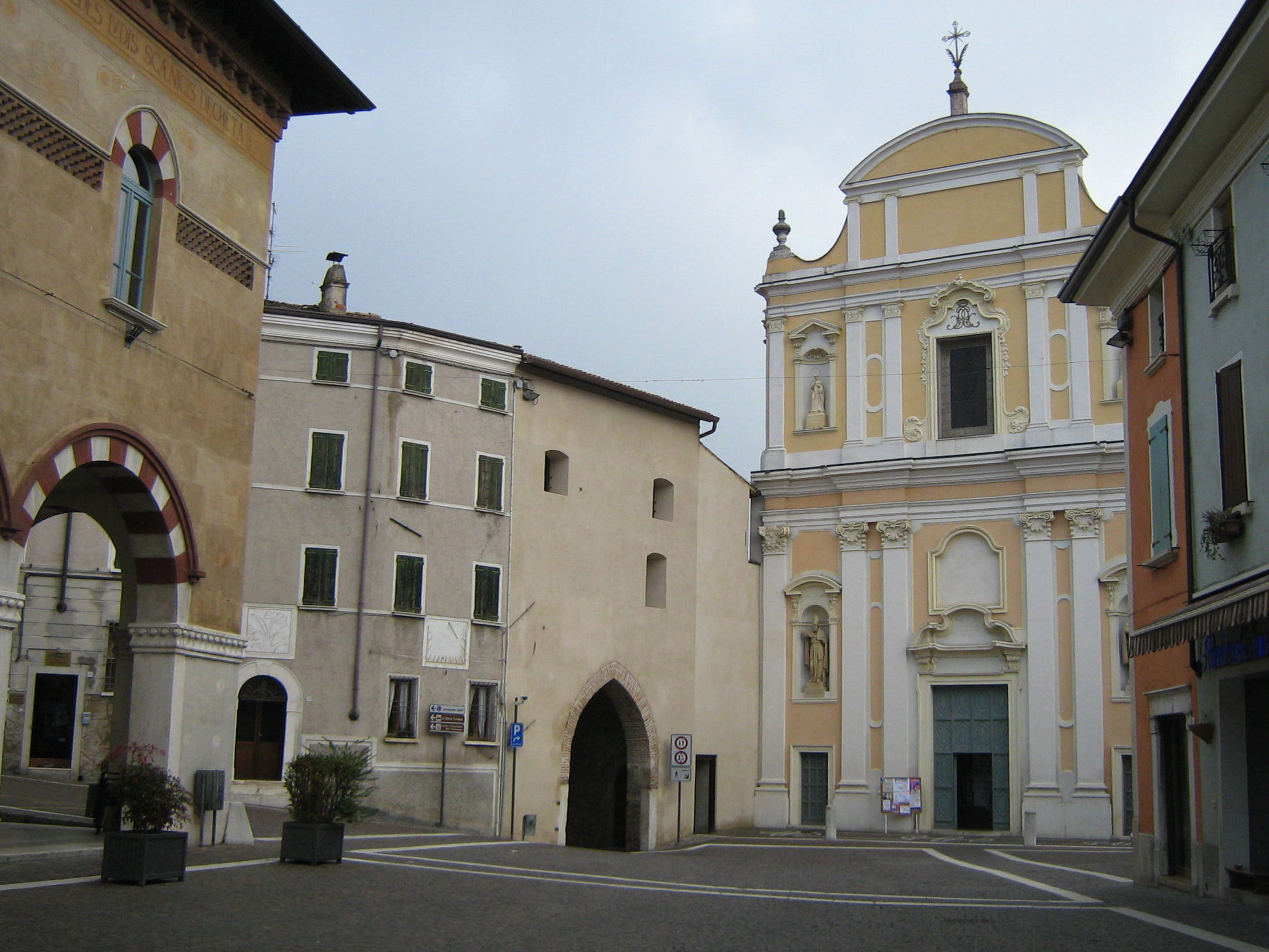
Piazza Castello

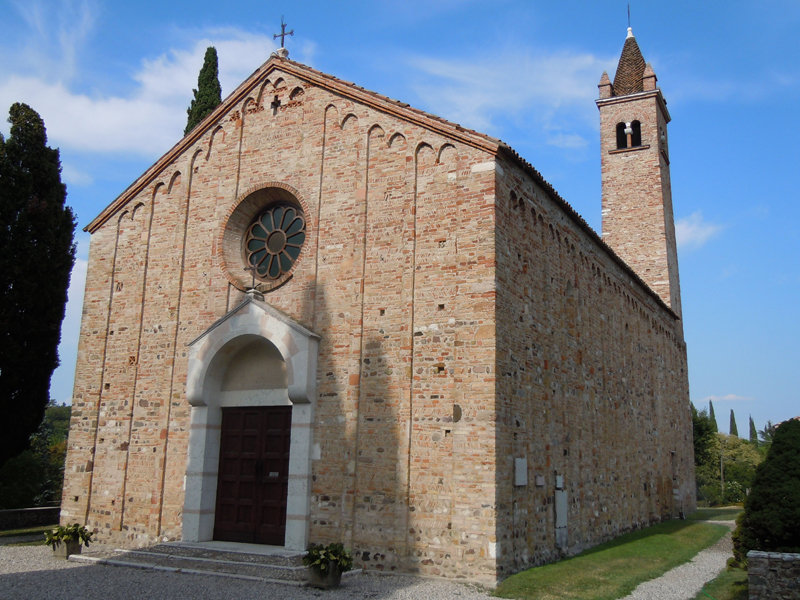
Santuario Madonna della Pieve

### Architetture religiose[12]
Furono eretti numerosi oratori da quando comparve il Cristianesimo poiché ogni piccola comunità edificava il proprio luogo di culto. Gli edifici sacri si trovavano a ridosso della fortezza, all'interno di essa e anche nelle vicinanze dei monasteri. Le due chiese, quella Parrocchiale e la Pieve, sono state erette per il borgo e il vasto territorio. Tutti gli oratori sono tutt'oggi frequentati dalla comunità cavrianese.
- Chiesa parrocchiale di San Biagio, struttura barocca realizzata da Giovanni Maria Bosetti fra il 1716 e il 1719.[13]
- Pieve di Santa Maria, edificio romanico-lombardo edificato nel XII secolo.[12]
- Oratorio di San Sebastiano, edificato nel XII secolo, fu recuperato e consolidato tra il 1991 e il 1994 e si scoprirono alcuni affreschi.[12]
- Oratorio di San Rocco.
- Oratorio dedicato alla B.V. del Rosario di Pompei (frazione di Bande).
- Oratorio di Sant'Anna (frazione di Campagnolo), edificato sopra un monticello, adiacente sorgeva un convento di proprietà delle monache di Santa Giulia (Brescia).[12]
- Oratorio di San Giovanni Cassiano (frazione di San Cassiano), grazie agli scavi archeologici si è scoperto che il borgo di San Cassiano ha origini antichissime, legate alla romanizzazione dei primi secoli dopo Cristo. L'edificio risale probabilmente al X o all'XI secolo.[12]
- Oratorio dei Santi Filippo e Giacomo (frazione di San Giacomo), legato alla tragica storia del parroco che, dopo il Concilio di Trento, fu mandato al rogo dall'Inquisizione. L'edificio è stato restaurato nel 1999.

### Architetture civili
- Villa Mirra, oggi di proprietà del comune di Cavriana, è circondata da un vasto giardino e ospita il Museo archeologico dell'Alto Mantovano e la Biblioteca comunale.[9]
- Fontana del Torcolo (borgo Pozzone), struttura ricoperta di lastre di marmo bianche e rosa, già riportata nel Catasto Teresiano del 1777. Qui scorre l’acqua di una risorgiva naturale. Nel 1821 furono effettuate delle opere di restauro, il che dimostra l'utilità della fontana per tutta la comunità.[14]

### Architetture militari
- Rocca di Cavriana.
- Bunker della Seconda guerra mondiale, costruito verso la fine del 1944 per proteggere la popolazione da un attacco aereo.

### Siti archeologici
- Sito palafitticolo Bande di Cavriana, inserito nel 2011 nella lista del Patrimonio dell'Umanità dell'UNESCO, nell'ambito del sito seriale transnazionale Siti palafitticoli preistorici dell'arco alpino.[15]
- Fornace di Cavriana.

## Società

### Evoluzione demografica
Abitanti censiti

## Cultura
A Cavriana sono presenti una scuola dell'infanzia, una scuola primaria e una scuola secondaria di primo grado, parte dell'Istituto Comprensivo di Guidizzolo. Cavriana ospita inoltre una biblioteca comunale.

### Musei
- Museo archeologico dell'Alto Mantovano.
- Museo Vecchio Mulino e Antichi Mestieri, che ospita una raccolta di strumenti e utensili tra il 1800 e il 1960, raggruppati secondo l'attività per cui erano utilizzati.[19]

### Cucina

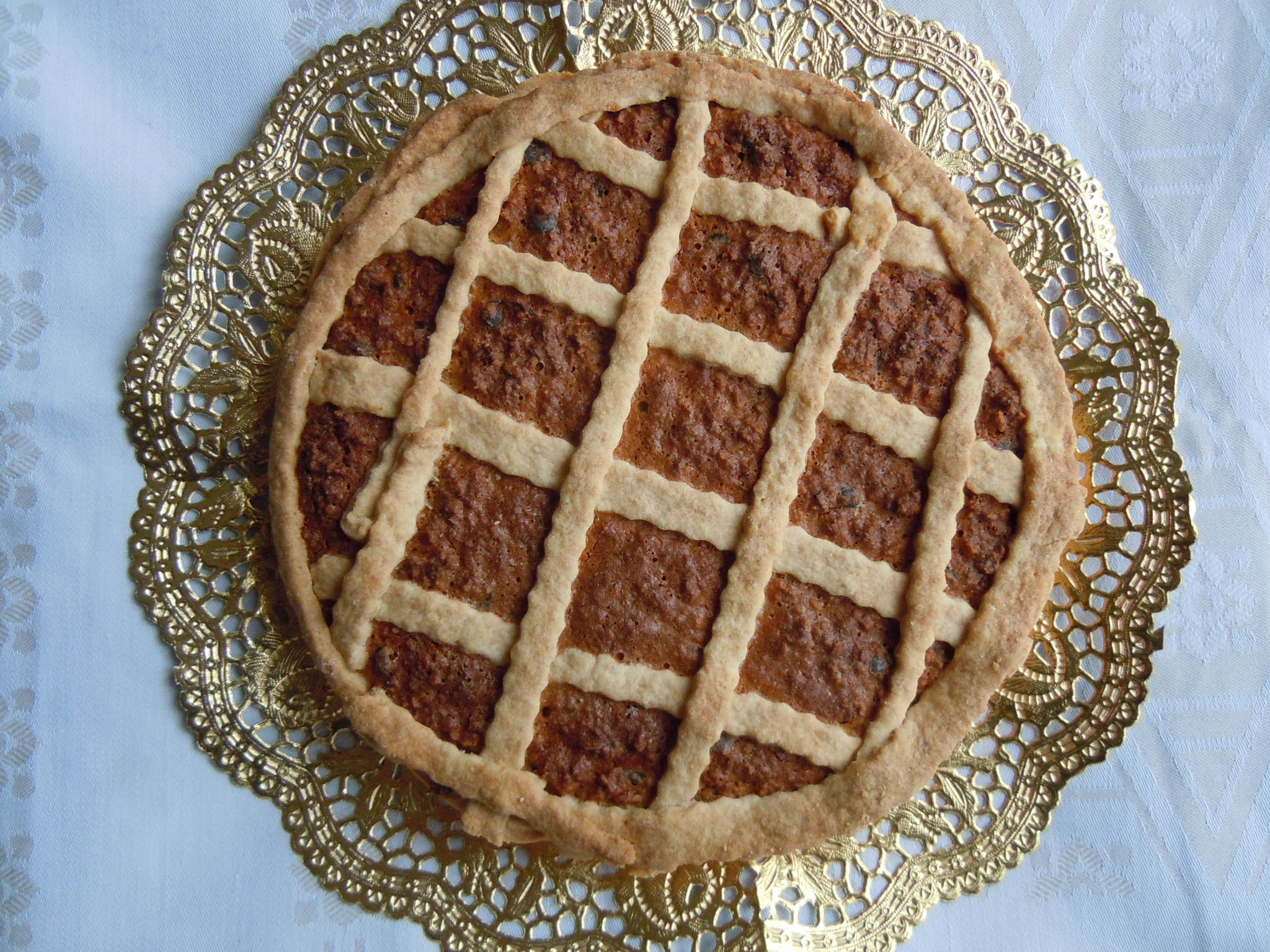
Torta di San Biagio

Il 3 febbraio è il giorno del santo patrono di Cavriana, San Biagio. In occasione di tale festività, a Cavriana si svolge una fiera, la cui protagonista è la Torta di San Biagio, tipico dolce cavrianese. Nonostante sia stata insignita del marchio De.Co. e tutt'oggi a Cavriana ogni famiglia ha la sua ricetta della torta, i cui ingredienti rimangono comunque quasi sempre gli stessi.
Cavriana è da tempo un territorio a vocazione vitivinicola: lo dimostrano i vinaccioli rinvenuti nel sito palafitticolo di Bande. Tutt'oggi i versanti di alcuni colli sono ricoperti di filari di viti e sono prodotti anche alcuni vini di denominazione di origine controllata, come il Garda DOC o il Garda Colli Mantovani DOC.

### Eventi
Oltre alla fiera di San Biagio, a Cavriana si tiene anche il "Palio della Capra d'Oro" nel mese di luglio. Il Palio, nato nel 1998, è giunto alla sua 22ªedizione nel 2019 (l'evento non si è tenuto causa Covid-19 negli anni 2020-2021). Questa manifestazione si collega all'epoca rinascimentale del paese, nella corte gonzaghesca, in cui fu rinvenuto la Capra d'Oro, un leggendario manufatto lasciato da Isabella d'Este ai cavrianesi. Oggi la contrada vincitrice del Palio innalza la Capra d'Oro e ne sarà proprietaria fino all'anno successivo. Il Paese si suddivide in diverse contrade: Villaggio (di colore giallo), San Rocco (di colore azzurro), la Pieve (di colore indaco-violetto), Castello (di colore bordeaux e bianco), Pozzone-Bande (di colore bianco e rosso), Scarnadore (di colore arancione) e San Cassiano (di colore verde). Nelle settimane precedenti al Palio ogni contrada abbellisce le proprie vie di festoni e scenografie rinascimentali del colore adeguato. Il giorno del Palio, i membri delle diverse contrade, vestiti in abiti rinascimentali del colore della contrada a cui appartengono, sfilano per il paese con tamburi e sbandieratori fino ad arrivare in centro, dove si tiene la vera e propria corsa delle capre. Ogni contrada vedrà correre la propria capra e il cavrer - solitamente un bambino -, che potrà solo chiamare la capra a seguirlo nel circuito senza poterla toccare. La capra che taglia per prima il traguardo decreterà la contrada vincitrice.

## Geografia antropica

### Frazioni e località
Le frazioni di Cavriana sono 5: San Cassiano, San Giacomo, Castelgrimaldo, Campagnolo e Bande. A queste si aggiungono diverse località, che si chiamavano così da tempo e sono ora i nomi degli indirizzi delle località: Breda, Bregnedolo, Cauzzi-Fontana, Gualdo, Guardola, Malpetti, Mirardi, Monte, Pagliette, Parolara, Scannaporco, Teze. Essendo il territorio di Cavriana molto ampio e collinare, ove sorgeva un borgo di case, veniva dato loro un nome, a volte il cognome della famiglia che vi abitava, oppure la famiglia prendeva il nome dal luogo stesso.

### Toponomastica
La toponomastica cavrianese è tradizionalmente molto originale, in quanto dedicata in senso esclusivo a nomi di personalità e di eventi prettamente locali. Curiosamente esistono una via Monte e una via Valle e, poi, via Croce, via Croce Bianca e via Croce Rossa. Inoltre Cavriana rientra tra i pochi comuni italiani che, avendo avuto una strada denominata via Roma imposta dal fascismo, l'abbia successivamente soppressa.

## Infrastrutture e trasporti

### Piste ciclabili
- Pista ciclabile Corridoio Morenico alto
- Pista ciclabile Corridoio Morenico basso

### Tamburello
Cavriana ha una squadra di tamburello, la U.S. Cavrianese, e nel 2016 diversi campi di tamburello dei paesi dell'Alto Mantovano, tra cui quello di Cavriana, hanno ospitato il 2º campionato mondiale di tamburello maschile e femminile.

## Amministrazione
| Periodo        | Periodo        | Primo cittadino      | Partito                 | Carica  | Note |
| -------------- | -------------- | -------------------- | ----------------------- | ------- | ---- |
| 23 aprile 1995 | 13 giugno 1999 | Giannantonio Botturi | Lista civica            | Sindaco |      |
| 13 giugno 1999 | 7 giugno 2009  | Bruno Righetti       | Lista civica            | Sindaco |      |
| 07 giugno 2009 | 25 maggio 2014 | Mario Tondini        | Con Benhur per Cavriana | Sindaco |      |
| 25 maggio 2014 | 26 maggio 2019 | Giorgio Cauzzi       | Prima Cavriana          | Sindaco |      |
| 26 maggio 2019 | 09 giugno 2024 | Giorgio Cauzzi       | Idee in Comune          | Sindaco |      |

### L'amministrazione a Cavriana negli ultimi secoli

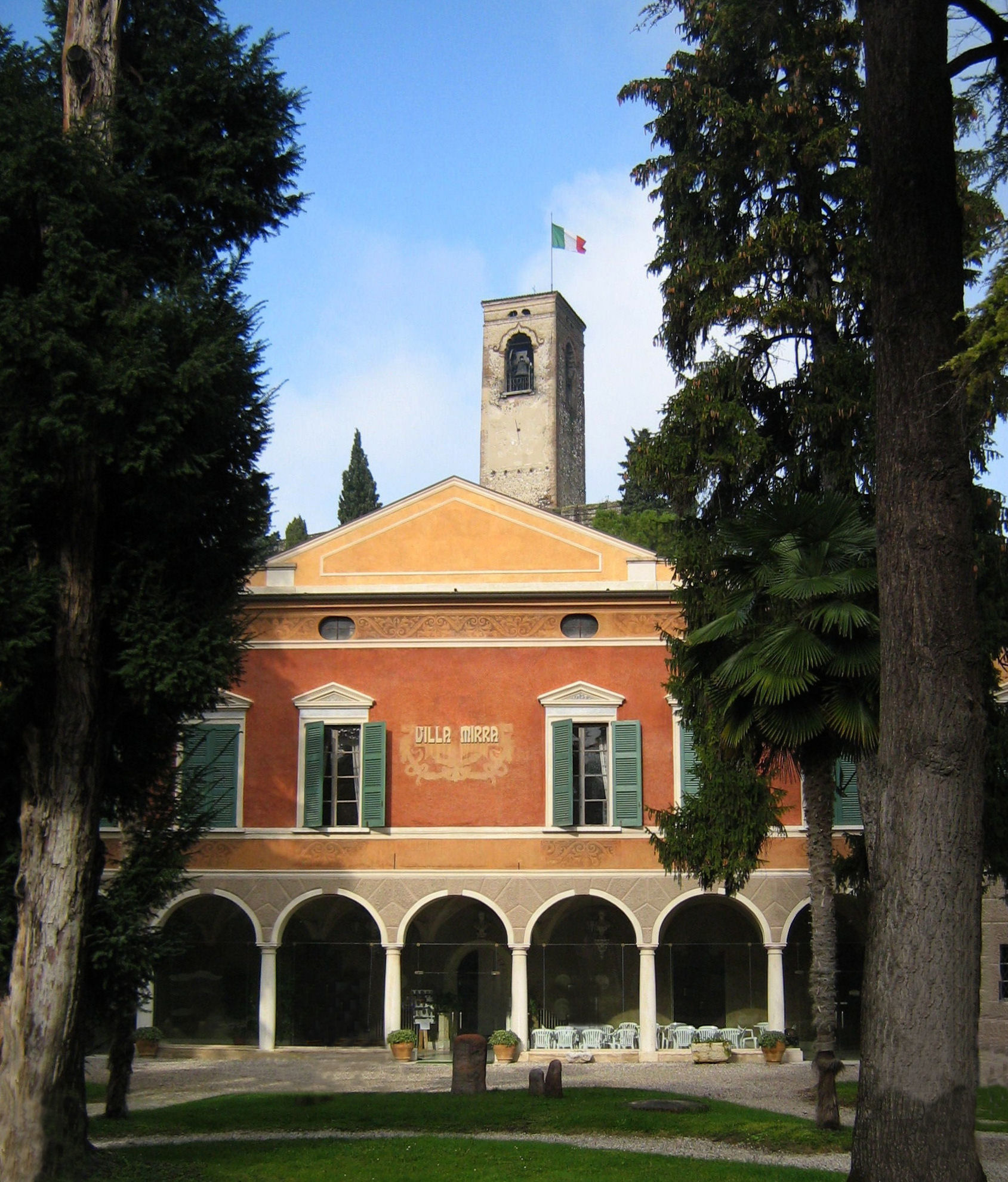
Villa Mirra

- 1328 – Marchesato di Mantova (Fam. Gonzaga);
- 1439 - Serenissima Repubblica di Venezia, Reggimento di Asola;
- 1448 - Marchesato di Mantova (Fam. Gonzaga);
- 1530 – Ducato di Mantova (Fam. Gonzaga);
- 1707 - Ducato di Mantova (Fam. Absburgo);
- 1745 - Ducato di Milano (Fam. Absburgo);
- 1797 - Repubblica Cisalpina, Dipartimento del Mincio;
- 1802 - Repubblica Italiana, Dipartimento del Mincio;
- 1805 - Regno d'Italia, Dipartimento del Mincio;
- 1815 - Regno Lombardo-Veneto, Distretto di Castiglione delle Stiviere;
- 1859 - Regno di Sardegna, Provincia di Brescia;
- 1861 - Regno d'Italia, Provincia di Brescia;
- 1868 - Regno d'Italia, Provincia di Mantova;
- 1943 - Repubblica Sociale Italiana, Provincia di Mantova;
- 1945 - Regno d'Italia, Provincia di Mantova;
- 1946 - Repubblica Italiana, Provincia di Mantova.

### Gemellaggi
- Avio, dal 10 dicembre 2017[25]